# Le Grau-du-Roi
Le Grau-du-Roi este o comună în departamentul Gard din sudul Franței. În 2009 avea o populație de 7.995 de locuitori.

## Evoluția populației
| An        | 1975  | 1982  | 1990  | 1999  | 2006  | 2009  |
| --------- | ----- | ----- | ----- | ----- | ----- | ----- |
| Populație | 3.963 | 4.152 | 5.253 | 5.875 | 7.892 | 7.995 |